# Odontodiaptomus thomseni
Odontodiaptomus thomseni је животињска врста класе Crustacea која припада реду Calanoida. 

## Угроженост
Подаци о распрострањености ове врсте су недовољни.

## Распрострањење
Врста има станиште у Венецуели и Уругвају.

## Станиште
Станиште врсте су слатководна подручја.